# Компаньйон (хокейний клуб)
«Компаньйон» — хокейний клуб з м. Києва, Україна. Заснований у 2006 році. Попередні назви — «Компаньйон», «Компаньйон-УПБ», «Компаньйон-Нафтогаз». В сезоні 2015/2016 років виступав під назвою «Крижинка-Компаньйон».
Чемпіон України 2014 року. Срібний призер чемпіонату України — 2013. Бронзовий призер чемпіонату України — 2007, 2011. Бронзовий призер Кубка України — 2007. 
Домашні ігри проводить у СК АТЕК. Кольори клубу — червоний, білий і синій. З 2010 року спонсором команди стала Національна акціонерна компанія «Нафтогаз України».

## Результати по сезонах
Скорочення: І = Ігри, В = Виграші, ВО = Виграші не в основний час гри, Н = Нічия, ПО = Поразки не в основний час гри, П = Поразки, ГЗ = Голів забито, ГП = Голів пропущено, О = Очки
| Сезон     | Ліга                                                      | І                                                         | В                                                         | ВО                                                        | Н                                                         | ПО                                                        | П                                                         | ГЗ                                                        | ГП                                                        | О                                                         | Місце                                                     | Плей-оф                                                   |
| 2006-2007 | ЧУ                                                        | 30                                                        | 13                                                        | 2                                                         | 1                                                         | 0                                                         | 14                                                        | 110                                                       | 127                                                       | 44                                                        | 3-е з 6                                                   | Плей-оф не проводився                                     |
| 2007-2008 | ЧУ                                                        | 30                                                        | 16                                                        | 1                                                         | 2                                                         | 1                                                         | 10                                                        | 115                                                       | 103                                                       | 53                                                        | 3-е з 6                                                   | Програш в матчі за 3-є місце 1:2, (ХК Харків)             |
| 2008-2009 | ЧУ                                                        | 29                                                        | 13                                                        | 3                                                         | -                                                         | 2                                                         | 11                                                        | 153                                                       | 95                                                        | 47                                                        | 4-е з 5                                                   | Програш в чвертьфіналі 0:2, (Сокіл)                       |
| 2009-2010 | Клуб не брав участі в чемпіонаті через відсутність коштів | Клуб не брав участі в чемпіонаті через відсутність коштів | Клуб не брав участі в чемпіонаті через відсутність коштів | Клуб не брав участі в чемпіонаті через відсутність коштів | Клуб не брав участі в чемпіонаті через відсутність коштів | Клуб не брав участі в чемпіонаті через відсутність коштів | Клуб не брав участі в чемпіонаті через відсутність коштів | Клуб не брав участі в чемпіонаті через відсутність коштів | Клуб не брав участі в чемпіонаті через відсутність коштів | Клуб не брав участі в чемпіонаті через відсутність коштів | Клуб не брав участі в чемпіонаті через відсутність коштів | Клуб не брав участі в чемпіонаті через відсутність коштів |
| 2010-2011 | ЧУ                                                        | 24                                                        | 15                                                        | 0                                                         | -                                                         | 0                                                         | 9                                                         | 88                                                        | 68                                                        | 45                                                        | 3-е з 7                                                   | Виграш в матчі за 3-є місце 2:1, (ХК Харків)              |
| 2011-2012 | ПХЛ                                                       | 42                                                        | 22                                                        | 1                                                         | -                                                         | 2                                                         | 17                                                        | 163                                                       | 120                                                       | 70                                                        | 4-е з 8                                                   | Програш в півфіналі 2:4, (Сокіл)                          |
| 2012-2013 | ПХЛ                                                       | 36                                                        | 16                                                        | 5                                                         | -                                                         | 4                                                         | 11                                                        | 111                                                       | 86                                                        | 63                                                        | 2-е з 7                                                   | Програш в фіналі 0:4, (Донбас-2)                          |